# Дуглас, Шолто Чарльз, 15-й граф Мортон
Шолто Чарльз Дуглас, 15-й граф Мортон (англ. Sholto Charles Douglas, 15th Earl of Morton; март 1731 — 25 сентября 1774) — шотландский дворянин и пэр.

## Биография
Родился в марте 1731 года в Абердуре, Файф, Шотландия. Старший сын Джеймса Дугласа, 14-го графа Мортона (1702—1768), и Агаты Халибертон (1711—1748), дочери Джеймса Халибертона из Питкура.
Полковник полка легких драгун, 17-го полка легких драгун, сформированного в Шотландии в 1759 году и расформированного в 1763 году.
В феврале 1754 года он был избран членом Королевского общества.
12 октября 1768 года после смерти своего отца Шолто Чарльз Дуглас унаследовал титул 15-го графа Мортона (Пэрство Шотландии).
Великий мастер Великой ложи Шотландии (1755—1757), Великий мастер Великой ложи Англии (1757—1762), лорд полиции (1754—1774).

## Семья
19 ноября 1758 года Шолто Чарльз Дуглас женился на Кэтрин Гамильтон (? — 25 апреля 1823), достопочтенного Джона Гамильтона и Маргарет Хьюм. У супругов было двое сыновей:
- Джордж Дуглас, 16-й граф Мортон (3 апреля 1761 — 17 июля 1827), старший сын и преемник отца.
- Лейтенант Достопочтенный Гамильтон Дуглас Халибертон (10 октября 1763 — 31 декабря 1783), который умер от переохлаждения, командуя баржей HMS Assistance. Его отряд попал в снежную бурю во время поиска дезертиров и потерпел крушение на Санди-Хук[3][4].

Лорд Мортон скончался 25 сентября 1774 года в Абердуре, Файф, Шотландия.